# KRC Genk in het seizoen 2021/22
Deze pagina beschrijft de prestaties van voetbalclub KRC Genk in het seizoen 2021/22.

## Spelerskern
| Nr.           | Naam                | Nationaliteit    | Geboortedatum | Vorige club         |
| ------------- | ------------------- | ---------------- | ------------- | ------------------- |
| Keepers       |                     |                  |               |                     |
| 26            | Maarten Vandevoordt | België           | 16-02-2002    | eigen jeugd         |
| 30            | Vic Chambaere       | België           | 10-01-2003    | eigen jeugd         |
| 40            | Tobe Leysen         | België           | 09-03-2002    | eigen jeugd         |
| Verdedigers   |                     |                  |               |                     |
| 2             | Mark McKenzie       | Verenigde Staten | 25-02-1999    | Philadelphia Union  |
| 3             | Mujaid Sadick       | Spanje           | 14-03-2000    | Deportivo La Coruña |
| 5             | Gerardo Arteaga     | Mexico           | 07-09-1998    | Santos Laguna       |
| 6             | Simen Juklerød      | Noorwegen        | 18-05-1994    | Royal Antwerp FC    |
| 23            | Daniel Muñoz        | Colombia         | 26-05-1996    | Atlético Nacional   |
| 27            | Matisse Didden      | België           | 08-10-2001    | eigen jeugd         |
| 33            | Jhon Lucumí         | Colombia         | 26-06-1998    | Deportivo Cali      |
| 46            | Carlos Cuesta       | Colombia         | 09-03-1999    | Atlético Nacional   |
| 77            | Ángelo Preciado     | Ecuador          | 18-02-1998    | CSD Independiente   |
| Middenvelders |                     |                  |               |                     |
| 8             | Bryan Heynen        | België           | 06-02-1997    | eigen jeugd         |
| 14            | Bastien Toma        | Zwitserland      | 24-06-1999    | FC Sion             |
| 15            | Jay-Dee Geusens     | België           | 05-03-2002    | eigen jeugd         |
| 17            | Patrik Hrošovský    | Slowakije        | 22-04-1992    | Viktoria Plzeň      |
| 20            | Carel Eiting        | Nederland        | 11-02-1998    | Ajax Amsterdam      |
| 24            | Luca Oyen           | België           | 14-03-2003    | eigen jeugd         |
| 35            | András Németh       | Hongarije        | 09-11-2002    | eigen jeugd         |
| 38            | Eboue Kouassi       | Ivoorkust        | 13-12-1997    | Celtic              |
| 42            | Kristian Thorstvedt | Noorwegen        | 13-03-1999    | Viking FK           |
| Aanvallers    |                     |                  |               |                     |
| 7             | Junya Ito           | Japan            | 09-03-1993    | Kashiwa Reysol      |
| 9             | Cyriel Dessers      | België           | 08-12-1994    | Heracles Almelo     |
| 10            | Theo Bongonda       | België           | 20-11-1995    | SV Zulte Waregem    |
| 11            | Mike Trésor         | België           | 28-05-1999    | Willem II           |
| 18            | Paul Onuachu        | Nigeria          | 28-05-1994    | FC Midtjylland      |
| 21            | Iké Ugbo            | Engeland         | 21-09-1998    | Chelsea FC          |
| 28            | Joseph Paintsil     | Ghana            | 01-02-1998    | Tema Youth FC       |

- Aanvoerder

### Technische staf
| Functie                        | Naam              | Nationaliteit |
| ------------------------------ | ----------------- | ------------- |
| Coach                          | John van den Brom | Nederland     |
| Assistent-coach                | Domenico Olivieri | België        |
| Assistent-coach                | Dennis Haar       | Nederland     |
| Keeperstrainer                 | Guy Martens       | België        |
| Techniektrainer                | Michel Ribeiro    | België        |
| Physical-coach                 | Roel Tambeur      | België        |
| Videoanalist                   | Peter Persoons    | België        |
| High performance coach         | Bram Swinnen      | België        |
| Teammanager                    | Pierre Denier     | België        |
| Coördinator talentontwikkeling | Jos Daerden       | België        |

#### Zomer
| Naam              | Nationaliteit | Van/naar            | Type           |
| ----------------- | ------------- | ------------------- | -------------- |
| Inkomend          |               |                     |                |
| Simen Juklerød    | Noorwegen     | Royal Antwerp FC    | Vrije transfer |
| Mujaid Sadick     | Spanje        | Deportivo La Coruña | Gekocht        |
| Carel Eiting      | Nederland     | Ajax Amsterdam      | Gekocht        |
| Mike Trésor       | België        | Willem II           | Gekocht        |
| Iké Ugbo          | Engeland      | Chelsea FC          | Gekocht        |
| Uitgaand          |               |                     |                |
| Mats Møller Dæhli | Noorwegen     | 1. FC Nürnberg      | Optie gelicht  |
| Zinho Gano        | België        | Zulte-Waregem       | Verkocht       |
| Dries Wouters     | België        | FC Schalke 04       | Verkocht       |
| Ivan Fiolić       | Kroatië       | NK Osijek           | Verkocht       |
| Jere Uronen       | Finland       | Stade Brest         | Verkocht       |
| Sébastien Dewaest | België        | OH Leuven           | Verhuurd       |
| Benjamin Nygren   | Zweden        | sc Heerenveen       | Verhuurd       |

## Uitrustingen
Shirtsponsor(s): Beobank / Carglass / ITZU / Group Bruno / Federale verzekering

Sportmerk: Nike

## Oefenwedstrijden
Hieronder een overzicht van de oefenwedstrijden die KRC Genk tijdens het seizoen 2021/22 speelde.
| Datum      | Thuis/Uit | Tegenstander                    | Score | Doelpuntenmaker(s) KRC Genk                              |
| ---------- | --------- | ------------------------------- | ----- | -------------------------------------------------------- |
| 03-07-2021 | Uit       | Eendracht Termien (3Am)         | 1 – 8 | Diawara (2x), Németh, Dessers (2x), John, Abid, Paintsil |
| 07-07-2021 | Thuis     | KAS Eupen                       | 2 – 0 | Németh, Heynen                                           |
| 10-07-2021 | Thuis     | FC Groningen                    | 1 – 1 | Paintsil                                                 |
| 14-07-2021 | Thuis     | AZ                              | 1 – 1 | Dessers                                                  |
| 19-07-2021 | Thuis     | MVV Maastricht (Eerste divisie) | 5 – 2 | Dessers (2x), Oyen, John, Diawara                        |
| 27-07-2021 | Thuis     | RWDM (1B)                       | 1 – 3 | Paintsil                                                 |
| 20-08-2021 | Thuis     | Fortuna Sittard                 | 3 – 3 | Kouassi, Geuskens, Hrošovský                             |

## Supercup
| Wedstrijddetails                                                                        | Thuisploeg                              | Uitslag                       | Uitploeg                  | Opstelling | Kaarten |
| --------------------------------------------------------------------------------------- | --------------------------------------- | ----------------------------- | ------------------------- | --- | ------- |
| Supercup                                                                                |                                         |                               |                           | |         |
| 17 juli 2021 20:45 Jan Breydelstadion Brugge Ref.: Jonathan Lardot Toeschouwers: 10.000 | Club Brugge                             | 3 – 2                         | KRC Genk                  | Vandevoordt Juklerød, McKenzie, Sedick, Preciado (64' Uronen) Heynen (59' Hrošovský), Toma, Bongonda (75' Paintsil) Trésor, Onuachu (46' Dessers), Ito (59' Eiting) |         |
| 17 juli 2021 20:45 Jan Breydelstadion Brugge Ref.: Jonathan Lardot Toeschouwers: 10.000 | Mitrović 45+3' Lang 48' (pen.) Mata 50' | 1 – 0 2 – 0 2 – 1 3 – 1 3 – 2 | 44' Bongonda 90+3' Uronen | Vandevoordt Juklerød, McKenzie, Sedick, Preciado (64' Uronen) Heynen (59' Hrošovský), Toma, Bongonda (75' Paintsil) Trésor, Onuachu (46' Dessers), Ito (59' Eiting) |         |

## Jupiler Pro League

### Reguliere competitie

#### Wedstrijden
| Jupiler Pro League                                                                           |                                                  |                                           |                                             | |                                     |
| Wedstrijddetails                                                                             | Thuisploeg                                       | Uitslag                                   | Uitploeg                                    | Opstelling | Kaarten                             |
| Heenronde                                                                                    |                                                  |                                           |                                             | |                                     |
| 23 juli 2021 20:45 Maurice Dufrasnestadion Luik Ref.: Lawrence Visser Toeschouwers: 9.000    | Standard Luik                                    | 1 – 1                                     | KRC Genk                                    | Vandevoordt Arteaga, McKenzie, Sadick, Preciado (87' Eiting) Hrošovský (87' Toma), Heynen Bongonda, Trésor, Ito (71' Paintsil) Onuachu (62' Dessers)  | 55' Heynen 88' Onuachu              |
| 23 juli 2021 20:45 Maurice Dufrasnestadion Luik Ref.: Lawrence Visser Toeschouwers: 9.000    | Laifis 69'                                       | 1 – 0 1 – 1                               | 90+2' Bongonda                              | Vandevoordt Arteaga, McKenzie, Sadick, Preciado (87' Eiting) Hrošovský (87' Toma), Heynen Bongonda, Trésor, Ito (71' Paintsil) Onuachu (62' Dessers)  | 55' Heynen 88' Onuachu              |
| 30 juli 2021 20:45 Cegeka Arena Genk Ref.: Nathan Verboomen Toeschouwers: 7.500              | KRC Genk                                         | 3 – 4                                     | KV Oostende                                 | Vandevoordt Arteaga, McKenzie, Sadick, Preciado (81' Muñoz) Hrošovský (81' Thorstvedt), Heynen Bongonda, Trésor, Ito Dessers                          |                                     |
| 30 juli 2021 20:45 Cegeka Arena Genk Ref.: Nathan Verboomen Toeschouwers: 7.500              | Heynen 20' Bongonda 30' Bongonda 60'             | 1 – 0 2 – 0 2 – 1 2 – 2 3 – 2 3 – 3 3 – 4 | 32' Kvasina 49' Gueye 62' Ambrose 79' Jäkel | Vandevoordt Arteaga, McKenzie, Sadick, Preciado (81' Muñoz) Hrošovský (81' Thorstvedt), Heynen Bongonda, Trésor, Ito Dessers                          |                                     |
| 7 augustus 2021 20:45 Guldensporenstadion Kortrijk Ref.: Nicolas Laforge Toeschouwers: 2.800 | KV Kortrijk                                      | 1 – 2                                     | KRC Genk                                    | Vandevoordt Arteaga, McKenzie (65' Lucumí), Cuesta, Muñoz Heynen , Eiting Bongonda, Thorstvedt, Ito (46' Trésor) Onuachu (87' Dessers)                | 50' Heynen 73' Eiting 90+4' Arteaga |
| 7 augustus 2021 20:45 Guldensporenstadion Kortrijk Ref.: Nicolas Laforge Toeschouwers: 2.800 | Chevalier 18'                                    | 1 – 0 1 – 1 1 – 2                         | 52' Onuachu 90+2' Muñoz                     | Vandevoordt Arteaga, McKenzie (65' Lucumí), Cuesta, Muñoz Heynen , Eiting Bongonda, Thorstvedt, Ito (46' Trésor) Onuachu (87' Dessers)                | 50' Heynen 73' Eiting 90+4' Arteaga |
| 14 augustus 2021 20:45 Cegeka Arena Genk Ref.: Kevin Van Damme Toeschouwers: 10.147          | KRC Genk                                         | 4 – 0                                     | OH Leuven                                   | Vandevoordt Arteaga, Lucumí (80' McKenzie), Cuesta, Muñoz Heynen , Eiting Bongonda (80' Toma), Trésor (46' Thorstvedt), Ito Onuachu                   | 49' Lucumí                          |
| 14 augustus 2021 20:45 Cegeka Arena Genk Ref.: Kevin Van Damme Toeschouwers: 10.147          | Bongonda 3' Onuachu 59' Ito 77' Thorstvedt 90+2' | 1 – 0 2 – 0 3 – 0 4 – 0                   |                                             | Vandevoordt Arteaga, Lucumí (80' McKenzie), Cuesta, Muñoz Heynen , Eiting Bongonda (80' Toma), Trésor (46' Thorstvedt), Ito Onuachu                   | 49' Lucumí                          |
| 22 september 2021 20:45 Bosuilstadion Antwerpen Ref.: Toeschouwers:                          | Royal Antwerp                                    | –                                         | KRC Genk                                    | |                                     |
| 22 september 2021 20:45 Bosuilstadion Antwerpen Ref.: Toeschouwers:                          |                                                  |                                           |                                             | |                                     |
| 29 augustus 2021 18:30 Cegeka Arena Genk Ref.: Nicolas Laforge Toeschouwers:                 | KRC Genk                                         | 1 – 0                                     | RSC Anderlecht                              | Vandevoordt Arteaga, Lucumí, Cuesta, Muñoz Heynen (82' Hrošovský), Eiting (72' Trésor), Thorstvedt Bongonda, Onuachu (82' Ugbo), Ito (90+2' McKenzie) | 66' Muñoz                           |
| 29 augustus 2021 18:30 Cegeka Arena Genk Ref.: Nicolas Laforge Toeschouwers:                 | Ugbo 87'                                         | 1 – 0                                     |                                             | Vandevoordt Arteaga, Lucumí, Cuesta, Muñoz Heynen (82' Hrošovský), Eiting (72' Trésor), Thorstvedt Bongonda, Onuachu (82' Ugbo), Ito (90+2' McKenzie) | 66' Muñoz                           |
| 11 september 2021 20:45 Cegeka Arena Genk Ref.: Toeschouwers:                                | KRC Genk                                         | –                                         | Union Sint-Gillis                           | |                                     |
| 11 september 2021 20:45 Cegeka Arena Genk Ref.: Toeschouwers:                                |                                                  |                                           |                                             | |                                     |
| 18 september 2021 Stayen Sint-Truiden Ref.: Toeschouwers:                                    | STVV                                             | –                                         | KRC Genk                                    | |                                     |
| 18 september 2021 Stayen Sint-Truiden Ref.: Toeschouwers:                                    |                                                  |                                           |                                             | |                                     |
| 25 september 2021 Cegeka Arena Genk Ref.: Toeschouwers:                                      | KRC Genk                                         | –                                         | RFC Seraing                                 | |                                     |
| 25 september 2021 Cegeka Arena Genk Ref.: Toeschouwers:                                      |                                                  |                                           |                                             | |                                     |
| 2 oktober 2021 Kehrwegstadion Eupen Ref.: Toeschouwers:                                      | KAS Eupen                                        | –                                         | KRC Genk                                    | |                                     |
| 2 oktober 2021 Kehrwegstadion Eupen Ref.: Toeschouwers:                                      |                                                  |                                           |                                             | |                                     |
| 16 oktober 2021 Stade du Pays de Charleroi Charleroi Ref.: Toeschouwers:                     | Charleroi                                        | –                                         | KRC Genk                                    | |                                     |
| 16 oktober 2021 Stade du Pays de Charleroi Charleroi Ref.: Toeschouwers:                     |                                                  |                                           |                                             | |                                     |
| 23 oktober 2021 Cegeka Arena Genk Ref.: Toeschouwers:                                        | KRC Genk                                         | –                                         | KAA Gent                                    | |                                     |
| 23 oktober 2021 Cegeka Arena Genk Ref.: Toeschouwers:                                        |                                                  |                                           |                                             | |                                     |
| 30 oktober 2021 Regenboogstadion Waregem Ref.: Toeschouwers:                                 | Zulte Waregem                                    | –                                         | KRC Genk                                    | |                                     |
| 30 oktober 2021 Regenboogstadion Waregem Ref.: Toeschouwers:                                 |                                                  |                                           |                                             | |                                     |
| 6 november 2021 Cegeka Arena Genk Ref.: Toeschouwers:                                        | KRC Genk                                         | –                                         | Cercle Brugge                               | |                                     |
| 6 november 2021 Cegeka Arena Genk Ref.: Toeschouwers:                                        |                                                  |                                           |                                             | |                                     |
| 20 november 2021 Olympisch Stadion Antwerpen Ref.: Toeschouwers:                             | Beerschot                                        | –                                         | KRC Genk                                    | |                                     |
| 20 november 2021 Olympisch Stadion Antwerpen Ref.: Toeschouwers:                             |                                                  |                                           |                                             | |                                     |
| 27 november 2021 Cegeka Arena Genk Ref.: Toeschouwers:                                       | KRC Genk                                         | –                                         | Club Brugge                                 | |                                     |
| 27 november 2021 Cegeka Arena Genk Ref.: Toeschouwers:                                       |                                                  |                                           |                                             | |                                     |
| 4 december 2021 AFAS-stadion Achter de Kazerne Mechelen Ref.: Toeschouwers:                  | KV Mechelen                                      | –                                         | KRC Genk                                    | |                                     |
| 4 december 2021 AFAS-stadion Achter de Kazerne Mechelen Ref.: Toeschouwers:                  |                                                  |                                           |                                             | |                                     |
| Terugronde                                                                                   |                                                  |                                           |                                             | |                                     |
| 11 december 2021 Ghelamco Arena Gent Ref.: Toeschouwers:                                     | KAA Gent                                         | –                                         | KRC Genk                                    | |                                     |
| 11 december 2021 Ghelamco Arena Gent Ref.: Toeschouwers:                                     |                                                  |                                           |                                             | |                                     |
| 15 december 2021 Cegeka Arena Genk Ref.: Toeschouwers:                                       | KRC Genk                                         | –                                         | Charleroi                                   | |                                     |
| 15 december 2021 Cegeka Arena Genk Ref.: Toeschouwers:                                       |                                                  |                                           |                                             | |                                     |
| 18 december 2021 Cegeka Arena Genk Ref.: Toeschouwers:                                       | KRC Genk                                         | –                                         | Royal Antwerp                               | |                                     |
| 18 december 2021 Cegeka Arena Genk Ref.: Toeschouwers:                                       |                                                  |                                           |                                             | |                                     |
| 26 december 2021 Diaz Arena Oostende Ref.: Toeschouwers:                                     | KV Oostende                                      | –                                         | KRC Genk                                    | |                                     |
| 26 december 2021 Diaz Arena Oostende Ref.: Toeschouwers:                                     |                                                  |                                           |                                             | |                                     |
| 15 januari 2022 Cegeka Arena Genk Ref.: Toeschouwers:                                        | KRC Genk                                         | –                                         | Beerschot                                   | |                                     |
| 15 januari 2022 Cegeka Arena Genk Ref.: Toeschouwers:                                        |                                                  |                                           |                                             | |                                     |
| 22 januari 2022 Joseph Marienstadion Sint-Gillis Ref.: Toeschouwers:                         | Union Sint-Gillis                                | –                                         | KRC Genk                                    | |                                     |
| 22 januari 2022 Joseph Marienstadion Sint-Gillis Ref.: Toeschouwers:                         |                                                  |                                           |                                             | |                                     |
| 26 januari 2022 Cegeka Arena Genk Ref.: Toeschouwers:                                        | KRC Genk                                         | –                                         | KV Mechelen                                 | |                                     |
| 26 januari 2022 Cegeka Arena Genk Ref.: Toeschouwers:                                        |                                                  |                                           |                                             | |                                     |
| 29 januari 2022 King Power at Den Dreef Stadion Leuven Ref.: Toeschouwers:                   | OH Leuven                                        | –                                         | KRC Genk                                    | |                                     |
| 29 januari 2022 King Power at Den Dreef Stadion Leuven Ref.: Toeschouwers:                   |                                                  |                                           |                                             | |                                     |
| 5 februari 2022 Cegeka Arena Genk Ref.: Toeschouwers:                                        | KRC Genk                                         | –                                         | Zulte Waregem                               | |                                     |
| 5 februari 2022 Cegeka Arena Genk Ref.: Toeschouwers:                                        |                                                  |                                           |                                             | |                                     |
| 12 februari 2022 Cegeka Arena Genk Ref.: Toeschouwers:                                       | KRC Genk                                         | –                                         | Standard Luik                               | |                                     |
| 12 februari 2022 Cegeka Arena Genk Ref.: Toeschouwers:                                       |                                                  |                                           |                                             | |                                     |
| 19 februari 2022 Lotto Park Anderlecht Ref.: Toeschouwers:                                   | RSC Anderlecht                                   | –                                         | KRC Genk                                    | |                                     |
| 19 februari 2022 Lotto Park Anderlecht Ref.: Toeschouwers:                                   |                                                  |                                           |                                             | |                                     |
| 26 februari 2022 Cegeka Arena Genk Ref.: Toeschouwers:                                       | KRC Genk                                         | –                                         | KV Kortrijk                                 | |                                     |
| 26 februari 2022 Cegeka Arena Genk Ref.: Toeschouwers:                                       |                                                  |                                           |                                             | |                                     |
| 5 maart 2022 Jan Breydelstadion Brugge Ref.: Toeschouwers:                                   | Cercle Brugge                                    | –                                         | KRC Genk                                    | |                                     |
| 5 maart 2022 Jan Breydelstadion Brugge Ref.: Toeschouwers:                                   |                                                  |                                           |                                             | |                                     |
| 12 maart 2022 Cegeka Arena Genk Ref.: Toeschouwers:                                          | KRC Genk                                         | –                                         | STVV                                        | |                                     |
| 12 maart 2022 Cegeka Arena Genk Ref.: Toeschouwers:                                          |                                                  |                                           |                                             | |                                     |
| 19 maart 2022 Jan Breydelstadion Brugge Ref.: Toeschouwers:                                  | Club Brugge                                      | –                                         | KRC Genk                                    | |                                     |
| 19 maart 2022 Jan Breydelstadion Brugge Ref.: Toeschouwers:                                  |                                                  |                                           |                                             | |                                     |
| 2 april 2022 Cegeka Arena Genk Ref.: Toeschouwers:                                           | KRC Genk                                         | –                                         | KAS Eupen                                   | |                                     |
| 2 april 2022 Cegeka Arena Genk Ref.: Toeschouwers:                                           |                                                  |                                           |                                             | |                                     |
| 9 april 2022 Stade du Pairay Seraing Ref.: Toeschouwers:                                     | RFC Seraing                                      | –                                         | KRC Genk                                    | |                                     |
| 9 april 2022 Stade du Pairay Seraing Ref.: Toeschouwers:                                     |                                                  |                                           |                                             | |                                     |

#### Overzicht
| Speeldag  | 1 | 2  | 3  | 4 | 5 | 6 | 7 | 8 | 9 | 10 | 11 | 12 | 13 | 14 | 15 | 16 | 17 | 18 | 19 | 20 | 21 | 22 | 23 | 24 | 25 | 26 | 27 | 28 | 29 | 30 | 31 | 32 | 33 | 34 |
| --------- | - | -- | -- | - | - | - | - | - | - | -- | -- | -- | -- | -- | -- | -- | -- | -- | -- | -- | -- | -- | -- | -- | -- | -- | -- | -- | -- | -- | -- | -- | -- | -- |
| Resultaat | g | v  | w  | w |   |   |   |   |   |    |    |    |    |    |    |    |    |    |    |    |    |    |    |    |    |    |    |    |    |    |    |    |    |    |
| Punten    | 1 | 1  | 4  | 7 |   |   |   |   |   |    |    |    |    |    |    |    |    |    |    |    |    |    |    |    |    |    |    |    |    |    |    |    |    |    |
| Positie   | 9 | 13 | 10 | 5 |   |   |   |   |   |    |    |    |    |    |    |    |    |    |    |    |    |    |    |    |    |    |    |    |    |    |    |    |    |    |

## Beker van België
| Beker van België |            |         |          |            |         |
| Wedstrijddetails | Thuisploeg | Uitslag | Uitploeg | Opstelling | Kaarten |
| 1/16e finale     |            |         |          |            |         |
|                  |            | –       |          |            |         |
|                  |            |         |          |            |         |

## Europees

### UEFA Champions League

#### Voorrondes
| UEFA Champions League                                                                     |                        |                   |                             | |                          |
| Wedstrijddetails                                                                          | Thuisploeg             | Uitslag           | Uitploeg                    | Opstelling | Kaarten                  |
| Derde kwalificatieronde                                                                   |                        |                   |                             | |                          |
| 3 augustus 2021 20:00 Cegeka Arena Genk Ref.: Anastasios Sidiropoulos Toeschouwers: 5.096 | KRC Genk               | –                 | Sjachtar Donetsk            | Vandevoordt Arteaga, Lucumí, Sadick, Muñoz Hrošovský (82' Eiting), Heynen Bongonda, Trésor (67' Thorstvedt), Ito Onuachu (82' Dessers)                               | 62' Muñoz 69' Thorstvedt |
| 3 augustus 2021 20:00 Cegeka Arena Genk Ref.: Anastasios Sidiropoulos Toeschouwers: 5.096 | Onuachu 39'            | 1 – 0 1 – 1 1 – 2 | 63' (pen.) Tetê 81' Patrick | Vandevoordt Arteaga, Lucumí, Sadick, Muñoz Hrošovský (82' Eiting), Heynen Bongonda, Trésor (67' Thorstvedt), Ito Onuachu (82' Dessers)                               | 62' Muñoz 69' Thorstvedt |
| 10 augustus 2021 19:30 NSK Olimpiejsky Kiev Ref.: István Kovács Toeschouwers: 20.594      | Sjachtar Donetsk       | –                 | KRC Genk                    | Vandevoordt Arteaga, Lucumí (68' Dessers), Cuesta, Muñoz Hrošovský (62' Eiting), Heynen , Thorstvedt (62' Trésor) Ito (82' Sadick), Onuachu (82' Paintsil), Bongonda | 45+2' Lucumí 90+5' Muñoz |
| 10 augustus 2021 19:30 NSK Olimpiejsky Kiev Ref.: István Kovács Toeschouwers: 20.594      | Traoré 27' Antônio 76' | 1 – 0 2 – 0 2 – 1 | 90' Dessers                 | Vandevoordt Arteaga, Lucumí (68' Dessers), Cuesta, Muñoz Hrošovský (62' Eiting), Heynen , Thorstvedt (62' Trésor) Ito (82' Sadick), Onuachu (82' Paintsil), Bongonda | 45+2' Lucumí 90+5' Muñoz |

### UEFA Europa League

#### Groepsfase
| UEFA Europa League                                                 |                 |         |                 |            |         |
| Wedstrijddetails                                                   | Thuisploeg      | Uitslag | Uitploeg        | Opstelling | Kaarten |
| Groepsfase                                                         |                 |         |                 |            |         |
| 16 september 2021 18:45 Allianz Stadion Wenen Ref.: Toeschouwers:  | Rapid Wien      | –       | KRC Genk        |            |         |
| 16 september 2021 18:45 Allianz Stadion Wenen Ref.: Toeschouwers:  |                 |         |                 |            |         |
| 30 september 2021 21:00 Cegeka Arena Genk Ref.: Toeschouwers:      | KRC Genk        | –       | Dinamo Zagreb   |            |         |
| 30 september 2021 21:00 Cegeka Arena Genk Ref.: Toeschouwers:      |                 |         |                 |            |         |
| 21 oktober 2021 21:00 Olympisch Stadion Londen Ref.: Toeschouwers: | West Ham United | –       | KRC Genk        |            |         |
| 21 oktober 2021 21:00 Olympisch Stadion Londen Ref.: Toeschouwers: |                 |         |                 |            |         |
| 4 november 2021 18:45 Cegeka Arena Genk Ref.: Toeschouwers:        | KRC Genk        | –       | West Ham United |            |         |
| 4 november 2021 18:45 Cegeka Arena Genk Ref.: Toeschouwers:        |                 |         |                 |            |         |
| 25 november 2021 18:45 Maksimirstadion Zagreb Ref.: Toeschouwers:  | Dinamo Zagreb   | –       | KRC Genk        |            |         |
| 25 november 2021 18:45 Maksimirstadion Zagreb Ref.: Toeschouwers:  |                 |         |                 |            |         |
| 9 december 2021 21:00 Cegeka Arena Genk Ref.: Toeschouwers:        | KRC Genk        | –       | Rapid Wien      |            |         |
| 9 december 2021 21:00 Cegeka Arena Genk Ref.: Toeschouwers:        |                 |         |                 |            |         |

Groep H
| #  | Club            | GS | W | G | V | DV | DT | DS | PTN |
| -- | --------------- | -- | - | - | - | -- | -- | -- | --- |
| 1. | Dinamo Zagreb   | 0  | 0 | 0 | 0 | 0  | 0  | +0 | 0   |
| 2. | KRC Genk        | 0  | 0 | 0 | 0 | 0  | 0  | +0 | 0   |
| 3. | West Ham United | 0  | 0 | 0 | 0 | 0  | 0  | +0 | 0   |
| 4. | Rapid Wien      | 0  | 0 | 0 | 0 | 0  | 0  | +0 | 0   |